# مالت جکسچیک
مالت جکسچیک (انگلیسی: Malte Jakschik؛ زادهٔ ۳ اوت ۱۹۹۳) ورزشکار روئینگ اهل آلمان است.
وی در مسابقات کشوری و بین‌المللی در مجموع برندهٔ ۹ مدال طلا، ۳ مدال نقره، ۱ مدال برنز شده‌است.